# The Imperial Gazetteer of India
«The Imperial Gazetteer of India» — географический справочник Британской Индии, впервые полностью описавший эту британскую колонию.
План справочника был составлен Уильямом Хантером в 1869 году, после чего 10 лет ушло на поездки по Индии и сбор 128 томов статистической информации на местах. После обработки эта информация, составив в сжатом виде 9 томов, и образовала географический справочник.
Первое издание справочника вышло в 1881 году. В 1885—1887 годах вышло второе издание, расширенное до 14 томов. В 1893 году вышел отдельный том «The Indian Empire: Its Peoples, History, and Products.», содержащий расширенное и обновлённое общее описание Индии.
В 1908, 1909 и 1931 годах «The Imperial Gazetteer of India» вышел новым изданием. На этот раз он состоял из четырёх энциклопедических томов, описывающих географию, историю, экономику и администрацию Индии, 20 томов упорядоченного по алфавиту географического справочника, содержащего названия различных мест и статистическую информацию о них, и по тому с указателем и справочник. Редактором третьего издания был Ричард Бёрн.
В настоящее время данный географический атлас перешёл в общественное достояние и доступен онлайн.